# Roberto Carboni
Roberto Carboni (Scano di Montiferro, 12 ottobre 1958) è un arcivescovo cattolico italiano, dal 4 maggio 2019 arcivescovo metropolita di Oristano e dal 3 luglio 2021 vescovo di Ales-Terralba.

## Biografia
Nasce a Scano di Montiferro, in provincia di Oristano e nell'allora diocesi di Bosa, il 12 ottobre 1958.

### Formazione e ministero sacerdotale
Segue la sua vocazione entrando nell'ordine dei frati minori conventuali.
Dopo la maturità classica conseguita nel 1977, fa il noviziato presso la basilica di Sant'Antonio di Padova e poi entra in seminario conventuale nella stessa città. Ottiene il baccellierato in filosofia presso l'Istituto teologico Sant'Antonio Dottore di Padova nel 1980 e quello in teologia presso la Pontificia facoltà teologica San Bonaventura (Seraphicum) di Roma nel 1983.
Il 27 giugno 1982 emette la professione solenne dei voti.
Il 9 aprile 1983 è ordinato diacono, presso il collegio Seraphicum di Roma, dall'allora arcivescovo Virgilio Noè, segretario della Congregazione per i sacramenti e il culto divino (poi cardinale). Il 29 settembre 1984 è ordinato presbitero, nella chiesa di San Francesco d'Assisi di Oristano, da Giovanni Pes, vescovo di Alghero e di Bosa.
Nel 1986, sempre a Roma, consegue la licenza in psicologia presso la Pontificia Università Gregoriana.
Dopo l'ordinazione svolge il suo ministero come padre spirituale per i postulanti del Sacro Convento di Assisi (1986-1993) e come docente di psicologia all'ITA di Assisi. Rientrato in Sardegna, è viceparroco della parrocchia di San Francesco di Cagliari e docente incaricato di psicologia presso la Pontificia facoltà teologica della Sardegna di Cagliari per otto anni, dal 1993 al 2001.
Nel 2001 parte missionario a Cuba con due frati della provincia delle Marche, dove fonda la missione conventuale e svolge il compito di parroco e vicario parrocchiale, professore di psicologia, padre spirituale del seminario nazionale dell'Avana, rettore della chiesa di San Francesco all'Avana. Rientrato in Italia nel 2013, diventa segretario generale per la formazione nel suo ordine fino al 2016.
Dal 1989 al 2003 è iscritto all'albo degli psicologi e psicoterapeuti della Sardegna mentre dal 1997 è iscritto all'albo dei giornalisti pubblicisti.

### Ministero episcopale
Il 10 febbraio 2016 papa Francesco lo nomina vescovo di Ales-Terralba; succede a Giovanni Dettori, dimessosi per raggiunti limiti di età. Il 17 aprile successivo riceve l'ordinazione episcopale, in piazza mons. Antonio Tedde ad Ales, da Paolo Atzei, arcivescovo metropolita di Sassari, co-consacranti Mauro Maria Morfino, vescovo di Alghero-Bosa, e Giovanni Dettori, suo predecessore; al termine della cerimonia prende possesso canonico della diocesi, nella cattedrale dei Santi Pietro e Paolo.
In vista dell'anno pastorale 2017-2018 scrive Viva Efficace Tagliente, una lettera pastorale ai cristiani della diocesi di Ales-Terralba per un discernimento illuminato dalla Parola di Dio. Nel settembre 2018 pubblica "Quanti Pani avete?" Riflessioni e orientamenti circa le Unità Pastorali.
Il 29 marzo 2018 indìce la sua prima visita pastorale, conclusasi poi nel 2020.
Il 4 maggio 2019 lo stesso papa lo nomina arcivescovo metropolita di Oristano, lasciandolo al contempo amministratore apostolico di Ales-Terralba; succede ad Ignazio Sanna, dimessosi per raggiunti limiti di età. Il 7 luglio successivo prende possesso dell'arcidiocesi, nella cattedrale di Santa Maria Assunta.
Il 27 ottobre 2019 il nunzio apostolico in Italia Emil Paul Tscherrig gli impone il pallio, ricevuto il 29 giugno precedente dalle mani del papa nella basilica di San Pietro in Vaticano.
Il 3 luglio 2021, avendo papa Francesco unito in persona episcopi l'arcidiocesi di Oristano e la diocesi di Ales-Terralba, è nominato nuovamente vescovo di quest'ultima sede, di cui prende possesso il 19 settembre seguente.
Presso la Conferenza episcopale sarda è delegato per la cooperazione missionaria, delegato per le migrazioni e delegato per il Servizio regionale tutela minori.
Per l'arcidiocesi arborense e per la diocesi di Ales-Terralba pubblica varie lettere pastorali: Vogliamo vedere Gesù, nell'ottobre 2020; Signore, da chi andremo?, con cui dà inizio al Cammino sinodale nelle due diocesi, nel settembre 2021. Nel settembre 2022 pubblica la lettera alle comunità dal titolo Granelli di senape e lievito nella pasta, mentre nel settembre 2023 pubblica la lettera intitolata ... Anche io mando voi... e centrata sulla comunità parrocchiale come "grembo di vocazioni: alla vita matrimoniale, religiosa, al sacerdozio ministeriale, alle varie vocazioni laicali". La quinta lettera alla Comunità, intitolata Annunciate il Vangelo. Un incontro che si fa missione (2024), fa una lettura della realtà ecclesia delle due diocesi di Oristano e Ales-Terralba e propone nuovi percorsi di evangelizzazione e soprattutto il coinvolgimento reale dei laici, uomini e donne nel cammino delle comunità parrocchiali.
Il 17 aprile 2025, durante la Messa del crisma, annuncia la visita pastorale all'arcidiocesi di Oristano per gli anni 2026-2028.

## Genealogia episcopale
La genealogia episcopale è:
- Cardinale Scipione Rebiba
- Cardinale Giulio Antonio Santori
- Cardinale Girolamo Bernerio, O.P.
- Arcivescovo Galeazzo Sanvitale
- Cardinale Ludovico Ludovisi
- Cardinale Luigi Caetani
- Cardinale Ulderico Carpegna
- Cardinale Paluzzo Paluzzi Altieri degli Albertoni
- Papa Benedetto XIII
- Papa Benedetto XIV
- Cardinale Enrico Enriquez
- Arcivescovo Manuel Quintano Bonifaz
- Cardinale Buenaventura Córdoba Espinosa de la Cerda
- Cardinale Giuseppe Maria Doria Pamphilj
- Papa Pio VIII
- Papa Pio IX
- Cardinale Alessandro Franchi
- Cardinale Giovanni Simeoni
- Cardinale Antonio Agliardi
- Cardinale Basilio Pompilj
- Cardinale Adeodato Piazza, O.C.D.
- Cardinale Sebastiano Baggio
- Arcivescovo Pier Giuliano Tiddia
- Arcivescovo Paolo Atzei, O.F.M.Conv.
- Arcivescovo Roberto Carboni, O.F.M.Conv.

## Opere
- Roberto Carboni, Faustino Ossanna e Gabriele Lupi, La minorità francescana nel cammino formativo, Padova, Messaggero, 1999, ISBN 88-250-0822-8.
- Roberto Carboni, Anna Bissi e Enzo Fortunato, Casti per amare: la castità nel cammino formativo, Padova, Messaggero, 2002, ISBN 88-250-1075-3.